# Astarte acuticostata
Astarte acuticostata är en musselart som beskrevs av J. G. Jeffreys 1881. Astarte acuticostata ingår i släktet Astarte och familjen Astartidae. Inga underarter finns listade i Catalogue of Life.